# Archernis flavidalis
Archernis flavidalis là một loài bướm đêm trong họ Crambidae.